# Vườn quốc gia Turon
Vườn quốc gia Turon là một vườn quốc gia nằm dọc theo một đoạn sông Turon ở miền Trung, bang New South Wales, Úc, cách thành phố Sydney 150 km về phía tây bắc, và cách Capertee khoảng 5 km về phía tây, gần Lithgow. Khu vực này được đề nghị lập thành vườn quốc gia năm 1983, nhưng bị coi là kém được bảo tồn, nên đến năm 2002 mới thành lập vườn.
Vườn quốc gia Turon là một trong số nơi người ta đổ xô đến tìm vàng vào năm 1851. Các di tích đó hiện nay vẫn còn. Vườn này có diện tích 29,70 km², nằm trên một độ tương đối cao: nền thung lũng cao 750 m trên mực nước biển và chỗ cao nhất lên tới khoảng 850 m trên mực nước biển.
Vào các tháng thời tiết lạnh, nhiệt độ trong vườn thường xuống tới dưới 0oC.